# Petalonyx crenatus
Petalonyx crenatus är en brännreveväxtart som beskrevs av Asa Gray och S. Wats. Petalonyx crenatus ingår i släktet Petalonyx och familjen brännreveväxter. Inga underarter finns listade i Catalogue of Life.